# ميشيل كريدر
ميشيل كريدر (بالهولندية: Michel Kreder)‏ (و. 1987  م) هو راكب دراجة هوائية هولندي، ولد في لاهاي، شارك في طواف إسبانيا، وطواف إسبانيا 2013.

## سباقات أو مراحل فاز بها
| التاريخ        | السباق                       | المركز                  |
| -------------- | ---------------------------- | ----------------------- |
| 01 يناير 2009  | 2009 Istrian Spring Trophy   |                         |
| 13 أبريل 2009  | روند فان درينثي 2009         | العاشر في التصنيف العام |
| 03 أبريل 2010  | جائزة ميغيل إندوراين 2010    | الثاني في التصنيف العام |
| 07 أكتوبر 2010 | باريس بورج 2010              | العاشر في التصنيف العام |
| 21 أغسطس 2011  | طواف فاتينفول 2011           | العاشر في التصنيف العام |
| 12 فبراير 2012 | 2012 تور ميديترانين          |                         |
| 26 فبراير 2012 | طواف ألميريا 2012            | الثامن في التصنيف العام |
| 05 مايو 2013   | أربعة أيام من دونكيرك 2013   | التاسع في التصنيف العام |
| 04 أبريل 2014  | فولتا ليمبورغ الكلاسيكي 2014 | السادس في التصنيف العام |
| 17 أغسطس 2014  | سباق النرويج 2014            | التاسع في تصنيف النقاط  |
| 16 مارس 2016   | سباق نوكير كويرز 2016        | السادس في التصنيف العام |

## روابط خارجية
- ميشيل كريدر على موقع الاتحاد الدولي للدراجات (الإنجليزية)
- ميشيل كريدر على موقع أرشيف الدراجات (الإنجليزية)
- ميشيل كريدر على موقع إحصائيات الدراجات الإحترافية (الإنجليزية)
- ميشيل كريدر على موقع نسبة الدراجات (الإنجليزية)